# 82 (число)
82 (вісімдеся́т два) — натуральне число між  81 та  83.

## У математиці
- Недостатнє число
- Напівпросте число
- 82 — шосте  Магічне число
- щасливе число

## У науці
- Атомний номер  свинцю

## В історії
- 82 рік, 82 рік до н. е., 1982 рік
- У загоні  кубинських революціонерів на чолі з  Фіделем Кастро, що приплив на  Кубу на яхті «Гранма», було 82 людини.

## В інших областях
- ASCII-код символу «R»
- Міжнародний телефонний код Південної Кореї
- Трамвай МТВ-82
- Тролейбус МТБ-82
- Пістолет ТП-82
- Barrett M82 — снайперська гвинтівка
- Літак F-82